# Иванов, Николай Николаевич (легкоатлет)
Никола́й Никола́евич Ивано́в (род. 2 июня 1942 года, Аткарск — ум 1992, Москва, похоронен на пригородном кладбище г. Аткарска) — советский легкоатлет, специализирующийся в беге на короткие дистанции. Участник летних Олимпийских игр 1968 года. Чемпион Европы в помещении 1967 года. Двукратный серебряный призёр чемпионатов Европы (1966, 1969). Двукратный чемпион СССР (1968, 1970). Мастер спорта СССР международного класса. Отец Э́двина Никола́евича Ивано́ва (род. 25 июля 1970) — российского легкоатлета, специалиста по бегу на короткие дистанции.

## Биография
Николай Николаевич Иванов родился 2 июня 1942 года в городе Аткарск Саратовской области. Тренировался под руководством Виктора Иосифовича Лескевича. Выступал за ФСО «Динамо».

## Основные результаты

### Международные
| Год  | Соревнования                 | Место проведения    | Дистанция        | Место | Результат |
| ---- | ---------------------------- | ------------------- | ---------------- | ----- | --------- |
| 1966 | Чемпионат Европы             | Будапешт, Венгрия   | эстафета 4×100 м | 2     | 39,8      |
| 1966 | Чемпионат Европы             | Будапешт, Венгрия   | 100 м            | 7     | 10,82     |
| 1967 | Чемпионат Европы в помещении | Прага, Чехословакия | эстафета 4×300 м | 1     | 2:18,0    |
| 1968 | Олимпийские игры             | Мехико, Мексика     | 200 м            | 14    | 20,89     |
| 1968 | Олимпийские игры             | Мехико, Мексика     | эстафета 4×100 м | 16    | DQ        |
| 1969 | Чемпионат Европы             | Афины, Греция       | 200 м            | 15    | 21,6      |
| 1969 | Чемпионат Европы             | Афины, Греция       | эстафета 4×100 м | 2     | 39,40     |

### Национальные
| Год  | Соревнования   | Место проведения | Дистанция        | Место | Результат |
| ---- | -------------- | ---------------- | ---------------- | ----- | --------- |
| 1965 | Чемпионат СССР | Алма-Ата         | эстафета 4×100 м | 3     | 40,2      |
| 1966 | Чемпионат СССР | Днепропетровск   | 100 м            | 3     | 10,6      |
| 1966 | Чемпионат СССР | Днепропетровск   | 200 м            | 3     | 21,1      |
| 1967 | Чемпионат СССР | Москва           | эстафета 4×100 м | 2     | 40,7      |
| 1968 | Чемпионат СССР | Ленинакан        | 100 м            | 3     | 10,2      |
| 1968 | Чемпионат СССР | Ленинакан        | 200 м            | 1     | 20,5      |
| 1969 | Чемпионат СССР | Киев             | 100 м            | 3     | 10,2      |
| 1970 | Чемпионат СССР | Минск            | эстафета 4×100 м | 1     | 40,4      |